# M/S Bogøy
M/S Bogøy är en norsk färja med bogport i båda ändar som byggdes 1973 på Løland Verft i Leirvik åt Bergen-Nordhordland Rutelag i Bergen. Hon har senast trafikerat en rutt mellan Hansnes och Stakkvik i Karlsøy kommun för rederiet Torghatten Nord AS, i Tromsø, men lades upp och var till salu år 2023 då rederiet inte fick fortsatt koncession på rutten.
Färjan levererades som Austreim den 19 september 1973 och såldes i april 1983 till A/S Saltens Dampskibsselskab i Bodø. De lät montera ett hydrauliskt bogvisir, döpte om henne till Salten och satte in henne på en rutt mellan Ørnes, Vassdalsvik och Ågskardet. I mars 1988 fick hon sitt nuvarande namn och tre år senare överfördes hon till Saltens Dampskibsselskab A/S i Bodø. Efter flera ägarbyten övertogs hon i maj 2009 av Torghatten Nord A/S.